# Miss Mundo Brasil
Miss Mundo Brasil, é um título dado à vencedora do "Concurso Nacional de Beleza", ainda que receba a faixa de "Miss Brasil CNB". A competição valida a inscrição da campeã em busca do título de Miss Mundo, o mais antigo concurso de beleza feminino em atividade. A única vez em que o Brasil obteve o feito foi em 1971 com a carioca Lúcia Petterle. Atualmente o evento nacional é comandado pelo médico Juliano Crema, o produtor de eventos Mayck Carvalho e o publicitário Miro Sampaio desde 2024.

## Histórico

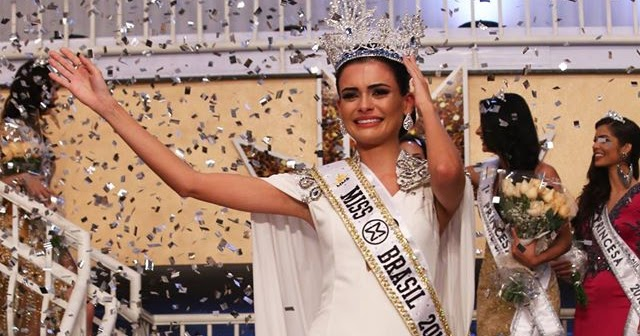
A coroação da goiana Beatrice Fontoura em 2016.

As candidatas brasileiras ao título de Miss Mundo eram quase sempre escolhidas a partir da sua colocação no certame de Miss Brasil, produzido pelos Diários Associados, fundado pelo magnata Assis Chateaubriand. As representantes ficavam ou em segundo ou em terceiro lugar, fato este ocorrido no início de 1958 até 1980, até sua retomada de 1998 a 2005. Durante os anos de 1981 a 1997 diversas organizações surgiram com a ideia de trazer o concurso novamente à mídia brasileira. Desde 2006 o evento é realizado de maneira independente e com transmissão nacional, sendo transmitido em algumas ocasiões pelo UOL, Rede Brasil ou então pela Record News.
Em 1971 o Brasil conquista até então, sua primeira e única coroa na competição internacional, com a carioca e segunda colocada no Miss Brasil 1971, Lúcia Tavares Petterle. A jovem não sabia que teria que interromper seu tão sonhado curso de medicina quando ganhou a coroa em Londres. Segundo os jornais da época que cobriam o concurso, Petterle se recusava a viajar pelo mundo cumprindo sua missão como Miss Mundo 1971, o que teria causado uma situação desconfortável com a organização de Erick Morley e a brasileira. Tanto que estes rumores foram confirmados quando a mesma não apareceu para coroar a sua sucessora no ano seguinte. Segundo a organização do certame, Petterle havia sofrido uma queda e quebrado o braço e não pôde comparecer a coroação.

Desde 2006, o concurso é realizado de forma independente do Miss Brasil (versão Miss Universo), comandado pelo empresário Henrique Fusquine Fontes. A nova organização realizou diversas mudanças no evento, seguindo o modelo padrão do Miss Mundo com a inclusão de provas classificatórias, denominadas Fast Tracks. Além disso, foi autorizada a participação de candidatas que representam ilhas e regiões sociais-geográficas, possibilitando assim um número maior do que apenas uma candidata por Estado. 

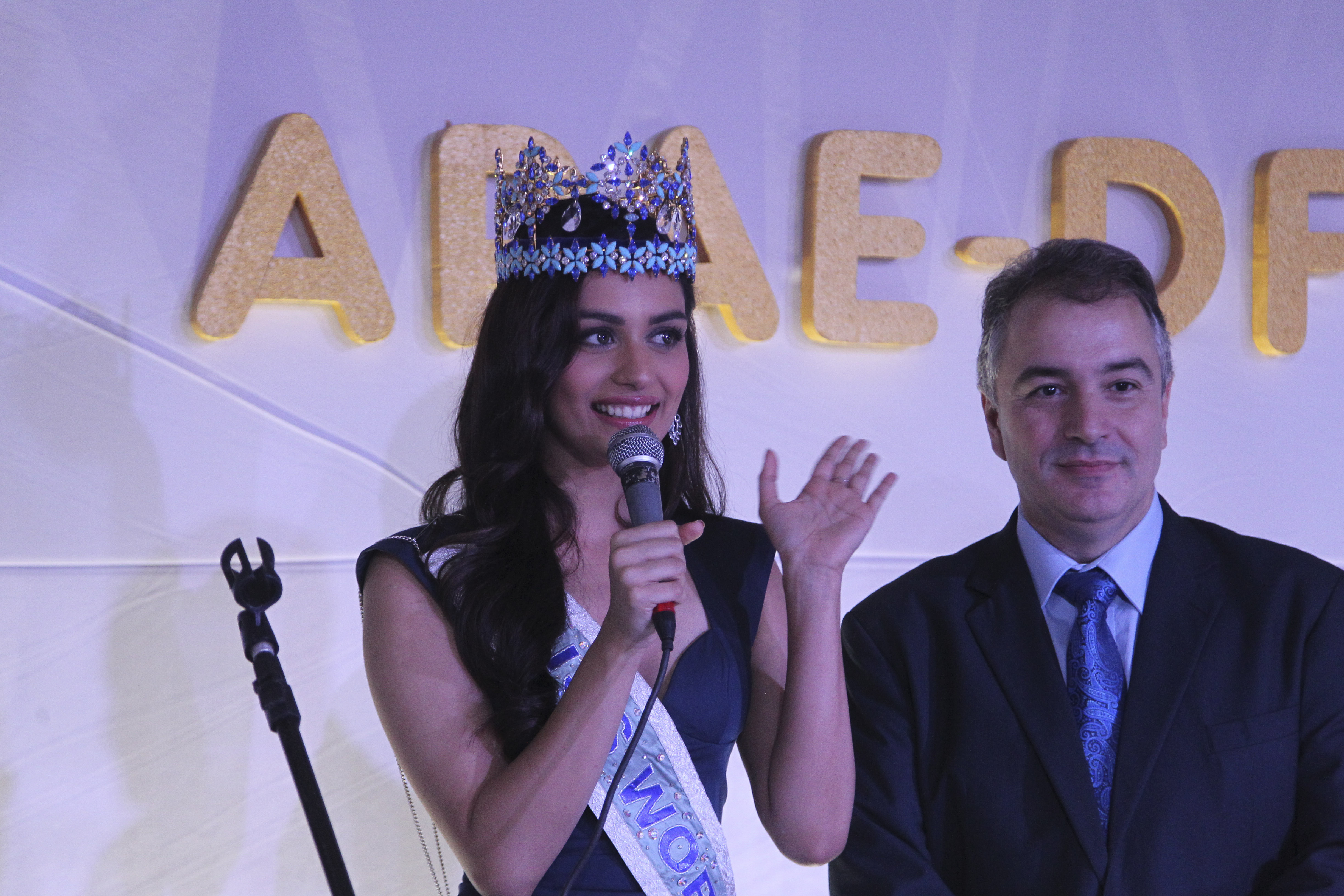
O diretor do CNB, Henrique Fontes junto à Miss Mundo 2017, a indiana Manushi Chhillar, em Brasília, onde foram recebidos por diversas autoridades locais.

O evento prima pela originalidade e responsabilidade social, tendo sido o pioneiro a incluir nas suas atividades oficiais provas de talento, esportes e moda, além de incentivar a prática de ações filantrópicas (seguindo seu lema, "Beleza pelo Bem"). Em 2013 a competição passou a se chamar Miss World Brasil, segundo os organizadores do evento, a iniciativa fez parte de um processo de padronização internacional da marca, algo que é constantemente exigido pela organização internacional. A parceria contou com o empresário Luis Roberto Kaufmann, ex-diretor do Miss Brasil Supranacional. Desde 2015, o evento é produzida por uma equipe intitulada "Concurso Nacional de Beleza", uma vez que da competição, surgem representantes para diversos outras disputas internacionais.

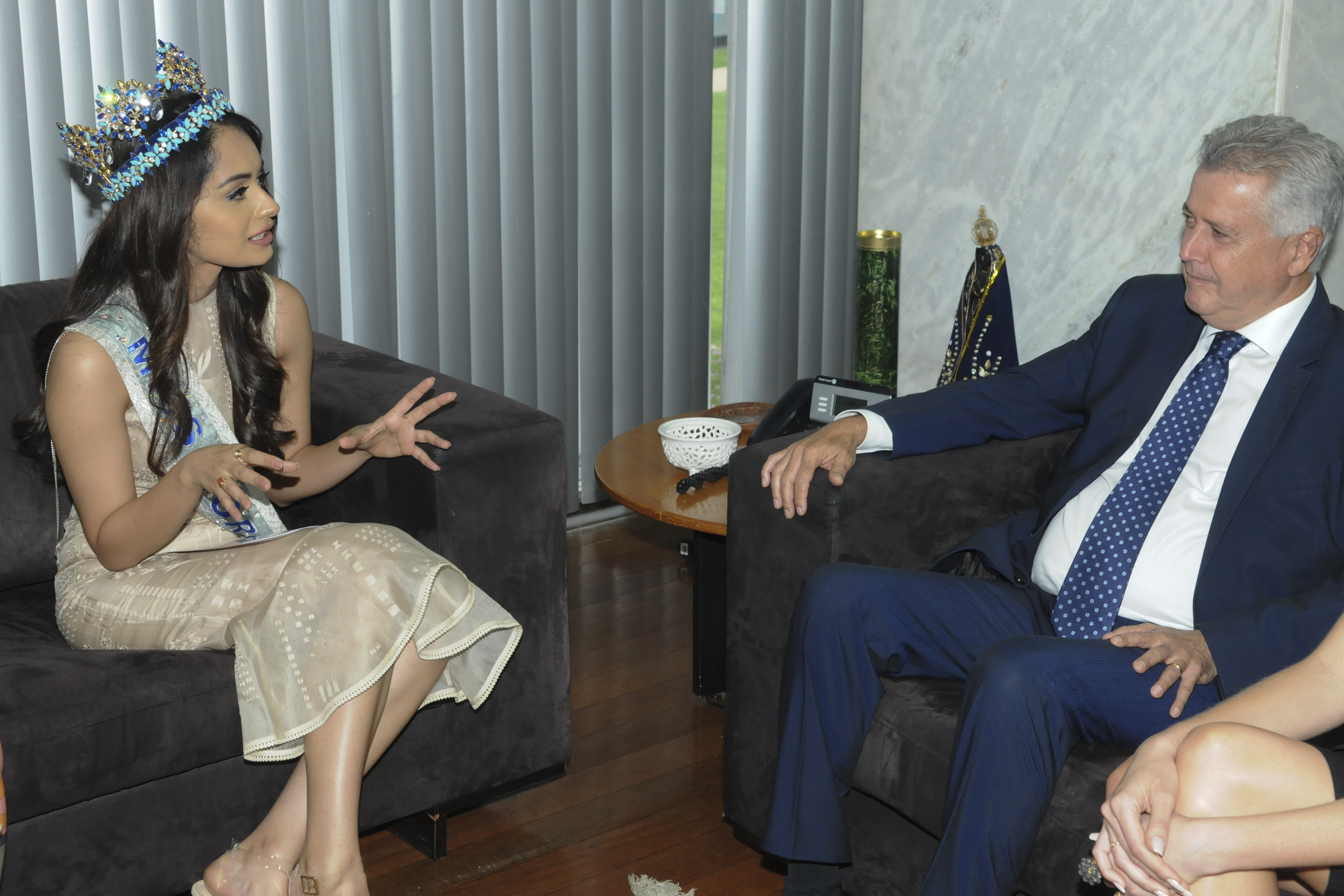
A Miss Mundo 2017, a Manushi Chhillar com o ex-governador do DF Rodrigo Rollemberg.

Desde que assumiu a coordenação do concurso, Henrique Fontes vem tentando reposicionar a imagem da etapa brasileira, ao trazer vencedoras dos concursos para prestigiar a final. A visita da britânica Julia Morley, CEO do certame em 2013 para assistir e acompanhar de perto a eleição da mais bela brasileira, consolidou o trabalho de Fontes a frente da organização a mais de dez anos. Entre as detentoras da faixa de Miss Mundo que já estiveram presentes na cerimônia nacional, destacam-se: Unnur Birna, islandesa eleita Miss Mundo 2005, prestigiou a eleição de Jane Borges como Miss Mundo Brasil 2006; Sete anos depois, foi a vez da chinesa Yu Wenxia participar da eleição da mais bela brasileira de 2013 que coroou a gaúcha Sancler Frantz como vencedora; A terceira e última vez que uma Miss Mundo pisou em solo brasileiro foi a indiana Manushi Chhillar em 2018 como parte de seu tour do "Beauty with a Purpose", Chhillar visitou diversas cidades do país como a capital Brasília.

## Coordenações
Estiveram a frente do concurso:
| Período        | Concurso                            | Key people                                |
| -------------- | ----------------------------------- | ----------------------------------------- |
| de 1958 a 1980 | Miss Brasil                         | Diários Associados                        |
| em 1981        | Garota Ilha Porchat                 | Paulo Max                                 |
| em 1982        | Mulher Brasileira em Primeiro Lugar | Paulo Max                                 |
| de 1983 a 1989 | Miss Mundo Brasil                   | Silvio Santos                             |
| de 1990 a 1994 | Miss Mundo Brasil                   | Marlene Britto                            |
| em 1995        | Miss Brasil World                   | Paulo Max                                 |
| de 1996 a 1997 | Miss Brasil World                   | Ana Paula Sang Paulo Max Filho            |
| de 1998 a 2000 | Miss Brasil                         | Boanerges Gaeta Júnior                    |
| em 2001        | Miss Brasil World                   | Boanerges Gaeta Júnior Miguel Braga       |
| de 2002 a 2005 | Miss Brasil                         | Boanerges Gaeta Júnior                    |
| de 2006 a 2012 | Miss Brasil Mundo                   | Henrique Fontes                           |
| em 2013        | Miss Brasil World                   | Henrique Fontes Luiz Roberto Kauffmann    |
| de 2014 a 2022 | Miss Brasil CNB                     | Henrique Fontes Marina Fontes             |
| de 2023 a 2024 | Miss Brasil CNB                     | Marina Fontes Juliano Crema               |
| desde 2025     | Miss Brasil CNB                     | Juliano Crema Mayck Carvalho Miro Sampaio |

## Vencedoras

### Por edição

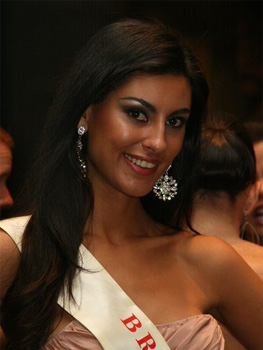
2007 Regiane Andrade
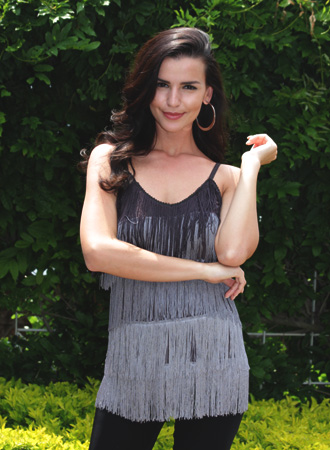
2008 Tamara Almeida
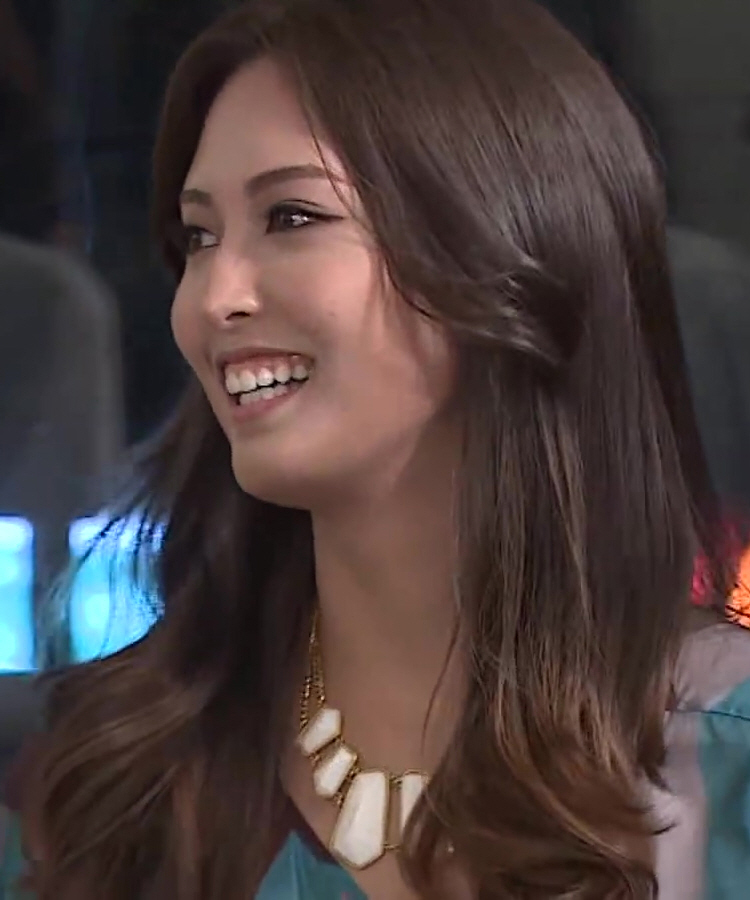
2015 Catharina Choi
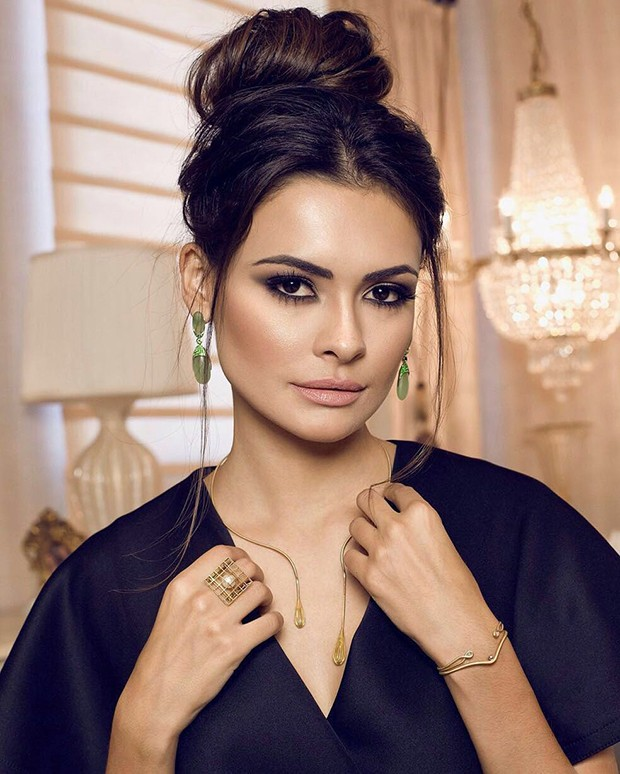
2016 Beatrice Fontoura
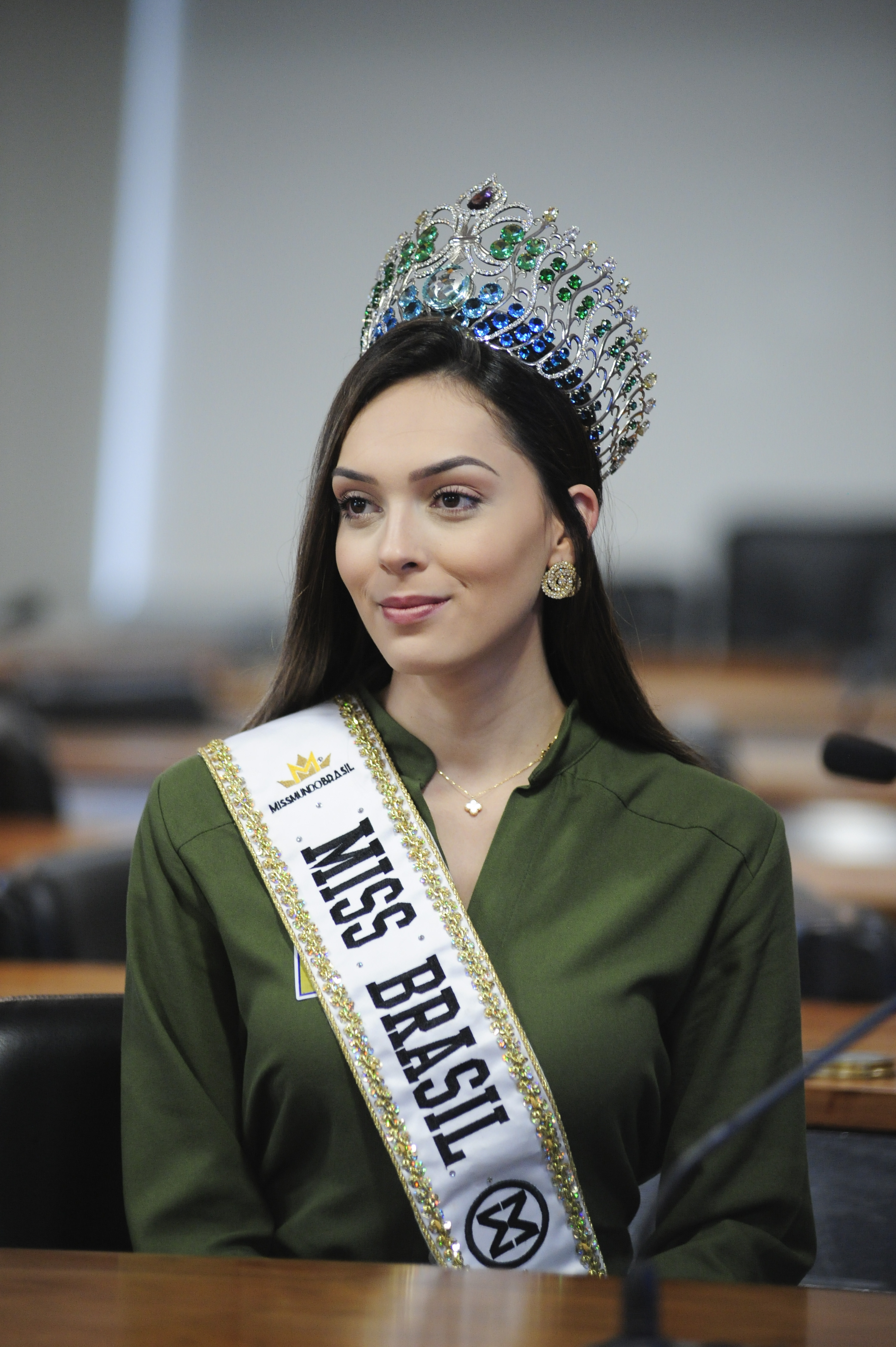
2017 Gabrielle Vilela

| Ano  | Unidade Federativa e/ou Região                           | Nome da Vencedora                                        | Idade                                                    | Altura                                                   | Cidade Natal da Vencedora                                | Refs   |
| ---- | -------------------------------------------------------- | -------------------------------------------------------- | -------------------------------------------------------- | -------------------------------------------------------- | -------------------------------------------------------- | ------ |
| 2006 | Goiás                                                    | Jane Borges                                              | 21                                                       | 1.80                                                     | Goiânia, GO                                              | [ 8 ]  |
| 2007 | Santa Catarina                                           | Regiane Andrade                                          | 23                                                       | 1.72                                                     | São Bento do Sul, SC                                     | [ 9 ]  |
| 2008 | Minas Gerais                                             | Tamara Almeida                                           | 23                                                       | 1.74                                                     | Ipatinga, MG                                             | [ 10 ] |
| 2009 | Roraima                                                  | Luciana Reis                                             | 24                                                       | 1.75                                                     | Belo Horizonte, MG                                       | [ 11 ] |
| 2010 | Pará                                                     | Kamilla Salgado                                          | 23                                                       | 1.71                                                     | Belém, PA                                                | [ 12 ] |
| 2011 | Rio Grande do Sul                                        | Juceila Bueno                                            | 23                                                       | 1.73                                                     | Vera Cruz, RS                                            | [ 13 ] |
| 2012 | Rio de Janeiro                                           | Mariana Notarângelo                                      | 22                                                       | 1.74                                                     | Duque de Caxias, RJ                                      | [ 14 ] |
| 2013 | Ilha dos Lobos                                           | Sancler Frantz                                           | 22                                                       | 1.76                                                     | Arroio do Tigre, RS                                      | [ 15 ] |
| 2014 | Rio Grande do Sul                                        | Julia Gama                                               | 21                                                       | 1.77                                                     | Porto Alegre, RS                                         | [ 16 ] |
| 2015 | Ilhabela                                                 | Catharina Choi                                           | 25                                                       | 1.77                                                     | São Paulo, SP                                            | [ 17 ] |
| 2016 | Goiás                                                    | Beatrice Fontoura                                        | 26                                                       | 1.79                                                     | Natal, RN                                                | [ 18 ] |
| 2017 | Rio de Janeiro                                           | Gabrielle Vilela                                         | 25                                                       | 1.69                                                     | Angra dos Reis, RJ                                       | [ 19 ] |
| 2018 | Piauí                                                    | Jéssica Carvalho                                         | 22                                                       | 1.70                                                     | Parnaíba, PI                                             | [ 20 ] |
| 2019 | Espírito Santo                                           | Elís Miele                                               | 20                                                       | 1.78                                                     | Ipatinga, MG                                             | [ 21 ] |
| 2020 | Esta edição foi cancelada devido a pandemia de COVID-19. | Esta edição foi cancelada devido a pandemia de COVID-19. | Esta edição foi cancelada devido a pandemia de COVID-19. | Esta edição foi cancelada devido a pandemia de COVID-19. | Esta edição foi cancelada devido a pandemia de COVID-19. | [ 22 ] |
| 2021 | Distrito Federal                                         | Caroline Teixeira                                        | 23                                                       | 1.77                                                     | Brasília, DF                                             | [ 22 ] |
| 2022 | Amazonas                                                 | Letícia Frota                                            | 19                                                       | 1.75                                                     | Manaus, AM                                               | [ 23 ] |
| 2023 | Não houve eleição de Miss Brasil CNB no ano de 2023.     | Não houve eleição de Miss Brasil CNB no ano de 2023.     | Não houve eleição de Miss Brasil CNB no ano de 2023.     | Não houve eleição de Miss Brasil CNB no ano de 2023.     | Não houve eleição de Miss Brasil CNB no ano de 2023.     | [ 22 ] |
| 2024 | Centro-Sul Paulista                                      | Jéssica Pedroso                                          | 25                                                       | 1.74                                                     | Piracicaba, SP                                           | [ 24 ] |

Galeria
- 2007
Regiane Andrade
- 2008
Tamara Almeida
- 2015
Catharina Choi
- 2016
Beatrice Fontoura
- 2017
Gabrielle Vilela

### Títulos por Estado
| Qtde | Estado              | Títulos                                              |
| ---- | ------------------- | ---------------------------------------------------- |
| 9    | Rio Grande do Sul   | 1969, 1977, 1984, 1985, 1991, 1997, 2011, 2013, 2014 |
| 8    | São Paulo           | 1970, 1972, 1979, 1981, 1992, 2001, 2015, 2024       |
| 8    | Rio de Janeiro      | 1961, 1962, 1963, 1971, 1983, 1999, 2012, 2017       |
| 6    | Paraná              | 1967, 1982, 1990, 1994, 1995, 2005                   |
| 5    | Minas Gerais        | 1965, 1968, 1973, 2004, 2008                         |
| 4    | Distrito Federal    | 1974, 1976, 1980, 2021                               |
| 4    | Santa Catarina      | 1986, 2000, 2002, 2007                               |
| 4    | Pernambuco          | 1958, 1959, 1960, 1987                               |
| 3    | Goiás               | 2003, 2006, 2016                                     |
| 2    | Espírito Santo      | 1996, 2019                                           |
| 2    | Bahia               | 1975, 1978                                           |
| 1    | Amazonas            | 2022                                                 |
| 1    | Piauí               | 2018                                                 |
| 1    | Pará                | 2010                                                 |
| 1    | Roraima             | 2009                                                 |
| 1    | Rondônia            | 1998                                                 |
| 1    | Alagoas             | 1993                                                 |
| 1    | Mato Grosso         | 1966                                                 |
| 1    | Sergipe             | 1964                                                 |
| 0    | Acre                |                                                      |
| 0    | Amapá               |                                                      |
| 0    | Ceará               |                                                      |
| 0    | Maranhão            |                                                      |
| 0    | Mato Grosso do Sul  |                                                      |
| 0    | Paraíba             |                                                      |
| 0    | Rio Grande do Norte |                                                      |
| 0    | Tocantins           |                                                      |

### Títulos por Região
| Quantidade | Região              | Última Vitória |
| ---------- | ------------------- | -------------- |
| 23         | Região Sudeste      | (2024)         |
| 19         | Região Sul          | (2014)         |
| 9          | Região Nordeste     | (2018)         |
| 8          | Região Centro-Oeste | (2022)         |
| 4          | Região Norte        | (2023)         |

### Edições
| Ano   | Edição | Data       | Local                                                                             | Candidatas |
| ----- | ------ | ---------- | --------------------------------------------------------------------------------- | ---------- |
| 1981  | 1ª     | —          | Ilha Porchat Clube, São Vicente, São Paulo.                                       | 60         |
| 1982  | 2ª     | —          | Estúdios da Rede Bandeirantes, São Paulo, São Paulo.                              | 17         |
| 1983  | 3ª     | 23.10.1983 | Teatro Sílvio Santos, São Paulo, São Paulo.                                       | 10         |
| 1984  | 4ª     | 11.10.1984 | Teatro Sílvio Santos, São Paulo, São Paulo.                                       | 10         |
| 1985  | 5ª     | 02.10.1985 | Teatro Sílvio Santos, São Paulo, São Paulo.                                       | 10         |
| 1986  | 6ª     | 09.11.1986 | Teatro Sílvio Santos, São Paulo, São Paulo.                                       | 10         |
| 1987  | 7ª     | 08.10.1987 | Teatro Sílvio Santos, São Paulo, São Paulo.                                       | 10         |
| 1990  | 8ª     | 08.10.1990 | Centro de Convenções Ulysses Guimarães, Brasília, Distrito Federal.               | 27         |
| 1991  | 9ª     | 11.09.1991 | Olympia, São Paulo, São Paulo.                                                    | 27         |
| 1992  | 10ª    | 26.09.1992 | Ginásio Poliesportivo Lauthenay Perdigão, Maceió, Alagoas.                        | 27         |
| 1993  | 11ª    | 15.10.1993 | Ginásio Poliesportivo Lauthenay Perdigão, Maceió, Alagoas.                        | 27         |
| 1994  | 12ª    | 23.09.1994 | Ginásio de Esportes Neblina, Araguaína, Tocantins.                                | 27         |
| 1995  | 13ª    | 10.10.1995 | Palácio das Convenções do Anhembi, São Paulo, São Paulo.                          | 27         |
| 1996  | 14ª    | 11.10.1996 | Ginásio Machadinho, Natal, Rio Grande do Norte.                                   | 26         |
| 1997  | 15ª    | 18.10.1997 | Hotel Fazenda "Mato Grosso", Cuiabá, Mato Grosso.                                 | 22         |
| 2001  | 16ª    | 28.09.2001 | Shopping Guararapes, Jaboatão dos Guararapes, Pernambuco.                         | 27         |
| 2006  | 17ª    | 30.07.2006 | Auditório Canal da Música, Curitiba, Paraná.                                      | 41         |
| 2007  | 18ª    | 22.09.2007 | Teatro Municipal de Barueri, Barueri, São Paulo.                                  | 28         |
| 2008  | 19ª    | 26.07.2008 | Eco Resort, Angra dos Reis, Rio de Janeiro.                                       | 10         |
| 2009  | 20ª    | 04.07.2009 | Hotel do Frade, Angra dos Reis, Rio de Janeiro.                                   | 38         |
| 2010  | 21ª    | 07.08.2010 | Hotel do Frade, Angra dos Reis, Rio de Janeiro.                                   | 37         |
| 2011  | 22ª    | 13.08.2011 | Hotel do Frade, Angra dos Reis, Rio de Janeiro.                                   | 34         |
| 2012  | 23ª    | 02.04.2012 | Estúdios da Rede Pampa, Porto Alegre, Rio Grande do Sul.                          | 10         |
| 2013  | 24ª    | 06.04.2013 | Portobello Resort & Safári, Mangaratiba, Rio de Janeiro.                          | 37         |
| 2014  | 25ª    | 09.08.2014 | Costão do Santinho Resort, Florianópolis, Santa Catarina.                         | 40         |
| 2015  | 26ª    | 27.06.2015 | Teatro Pedro Ivo & IL Campanario Villaggio Resort, Florianópolis, Santa Catarina. | 36         |
| 2016  | 27ª    | 25.06.2016 | IL Campanario Villaggio Resort, Florianópolis, Santa Catarina.                    | 41         |
| 2017  | 28ª    | 12.08.2017 | Hotel do Bosque Eco Resort, Angra dos Reis, Rio de Janeiro.                       | 42         |
| 2018  | 29ª    | 11.08.2018 | Hotel do Bosque Eco Resort, Angra dos Reis, Rio de Janeiro.                       | 48         |
| 2019  | 30ª    | 03.09.2019 | Dall'Onder Grande Hotel, Bento Gonçalves, Rio Grande do Sul.                      | 42         |
| 2021  | 31ª    | 19.08.2021 | Brasília Palace Hotel, Brasília, Distrito Federal.                                | 48         |
| 2022  | 32ª    | 04.08.2022 | Teatro da CAESB, Águas Claras, Distrito Federal.                                  | 36         |
| 2024  | 33ª    | 03.09.2024 | Machadinho Thermas Resort, Machadinho, Rio Grande do Sul.                         | 31         |
| 2025  | 34ª    | 16.11.2025 | Teatro da CAESB, Águas Claras, Distrito Federal.                                  | ??         |
| Total | Total  | Total      | Total                                                                             | 963        |

## Concurso Nacional de Beleza (CNB)

### Títulos conquistados
Brasileiras que conquistaram títulos internacionais enviadas pelo "CNB":
| Qtd | Ano  | Título                            | Final                 | Continente | Vencedora           | Conquista               | Ref    |
| --- | ---- | --------------------------------- | --------------------- | ---------- | ------------------- | ----------------------- | ------ |
| 1   | 2006 | Reina Sudamericana                | Santa Cruz, Bolívia   | América    | Francine Eickemberg | 27 de outubro de 2006   | [ 25 ] |
| 2   | 2007 | Miss Turismo Latina Internacional | Caracas, Venezuela    | América    | Nayara Lima         | 24 de novembro de 2007  | [ 26 ] |
| 3   | 2008 | Reina Hispanoamericana            | Santa Cruz, Bolívia   | América    | Vivian Noronha      | 27 de janeiro de 2009   | [ 27 ] |
| 4   | 2010 | Reina Internacional del Café      | Manizales, Colômbia   | América    | Mariana Notarângelo | 9 de janeiro de 2010    | [ 28 ] |
| 5   | 2011 | Miss Global Beauty Queen          | Seul, Coreia do Sul   | Ásia       | Mariana Notarângelo | 10 de maio de 2011      | [ 29 ] |
| 6   | 2012 | Miss Continente Americano         | Guaiaquil, Equador    | América    | Camila Serakides    | 29 de setembro de 2012  | [ 30 ] |
| 7   | 2013 | Rainha Internacional da Pecuária  | Montería, Colômbia    | América    | Gabrielle Vilela    | 23 de junho de 2013     | [ 31 ] |
| 8   | 2014 | Reina Internacional del Café      | Manizales, Colômbia   | América    | Priscilla Durand    | 11 de janeiro de 2014   | [ 32 ] |
| 9   | 2014 | Rainha Internacional da Pecuária  | Montería, Colômbia    | América    | Taynara Gargantini  | 22 de junho de 2014     | [ 33 ] |
| 10  | 2015 | Miss Continentes Unidos           | Guaiaquil, Equador    | América    | Nathália Lago       | 12 de setembro de 2015  | [ 34 ] |
| 11  | 2018 | Miss Tourism Queen International  | Bancoque, Tailândia   | Ásia       | Camilla Reis        | 16 de maio de 2018      | [ 35 ] |
| 12  | 2018 | Mrs. Tourism Queen International  | Kuala Lumpur, Malásia | Ásia       | Ana De Backer       | 30 de agosto de 2018    | [ 36 ] |
| 13  | 2019 | Rainha Internacional da Pecuária  | Montería, Colômbia    | América    | Joanna Camargo      | 23 de junho de 2019     | [ 37 ] |
| 14  | 2022 | Miss Grand International          | Jacarta, Indonésia    | Ásia       | Isabella Menin      | 25 de outubro de 2022   | [ 38 ] |
| 15  | 2023 | Miss Charm International          | Ho Chi Minh, Vietnã   | Ásia       | Luma Russo          | 16 de fevereiro de 2023 | [ 39 ] |
| 16  | 2025 | Reina Internacional del Café      | Manizales, Colômbia   | América    | Cristiane Stipp     | 11 de janeiro de 2025   | [ 40 ] |
| 17  | 2025 | Miss Progress International       | Santa Maria, Itália   | Europa     | Khrystma Siberth    | 1 de junho de 2025      | [ 41 ] |
| 18  | 2025 | Miss Supranational                | Nowy Sącz, Polônia    | Europa     | Eduarda Braum       | 27 de junho de 2025     | [ 42 ] |